# Вердол
Вердол (њем. Werdohl) град је у њемачкој савезној држави Северна Рајна-Вестфалија. Једно је од 15 општинских средишта округа Меркиш. Према процјени из 2010. у граду је живјело 19.303 становника. Посједује регионалну шифру (AGS) 5962060, NUTS (DEA58) и LOCODE (DE WER) код.

## Географски и демографски подаци
Вердол се налази у савезној држави Северна Рајна-Вестфалија у округу Меркиш. Град се налази на надморској висини од 210 метара. Површина општине износи 33,4 km². У самом граду је, према процјени из 2010. године, живјело 19.303 становника. Просјечна густина становништва износи 579 становника/km².

## Међународна сарадња
| Мјесто      | Држава               | Врста сарадње | Од    |
| ----------- | -------------------- | ------------- | ----- |
| Дервентсајд | Уједињено Краљевство | партнерство   | 1975. |
| Извор       |                      |               |       |